# Paul-Yvan Marquis
Pour les articles homonymes, voir Marquis (homonymie).
Paul-Yvan Marquis est un professeur de droit canadien né en 1923 et mort le 11 septembre 2008.

## Biographie
Il a fait ses études à l'Université Laval et à l'Université McGill. 
Il est professeur émérite à l'Université d'Ottawa depuis 1985.

## Honneurs
- 1985 - Membre de la Société royale du Canada
- 2001 - Membre de l'Ordre du Canada